# Dresden (Ohio)
Dresden ist ein Village in Muskingum County, Ohio mit 1423 Einwohnern (2000).

## Besonderheit
Im Ort, der sich als Basket Village bezeichnet, steht ein mehrere Meter hoher Strohkorb als Attraktion. Er ist laut Guinness-Buch der Rekorde der weltgrößte Korb.
Hintergrund dessen ist, dass sich die aus dem Ort stammende Korbflechterei der Familie Longaberger in ein prosperierendes amerikanisches Einrichtungshaus „Longaberger Homestead“ entwickelt hat. Dessen Firmensitz befindet sich in Newark (Ohio). Das mehrstöckige Gebäude ist einem überdimensionierten Strohkorb mit Henkel nachempfunden.
Der Ort wurde nach der Stadt Dresden in Sachsen, Deutschland benannt.

## Geographie
- 40°7'17" n.B., 82°0'47" w. L.
- Fläche: 3,1 km² (3,0 km² Land, 0,1 km² Wasser)

Dresden befindet sich im Muskingum County. Er bildet dabei eine eigene Verwaltungseinheit (Village). Teile des Ortes im Süden (Lower Dresden) liegen im angrenzenden Jefferson Township, sowie Teile im Westen und nördlich des Wakatomika Creek im Cass Township. Nördlich davon liegt die Siedlung Trinway.

## Verkehr

Neue und alte Brücke über den Muskingum River

Durch den Ort verläuft die Nord-Süd-Verbindung Ohio State Route 60. Diese führt Richtung Norden zum Freeway SR 16 und Richtung Süden nach Zanesville und zur Interstate 70. Im Ort zweigt die nach Osten verlaufende Ohio State Route 208 ab, welche östlich des Ortes Startpunkt der Ohio State Route 666 nach Süden, Richtung Zanesville, ist.
Im Verlauf der State Road 208 (East Muskingum Avenue) überspannt östlich des Ortes eine Balkenbrücke den Muskingum River. Parallel zu ihr steht die alte, 1914 errichtete Stahl-Hängebrücke, welche jedoch nicht mehr in Betrieb ist.

## Einrichtungen
In Dresden befinden sich drei Schulen:
- Jefferson Elementary School
- Tri-Valley Middle School
- Tri-Valley High School

Zudem gibt es fünf christliche Kirchen unterschiedlicher Konfessionen:
- Saint Ann Catholic Church (römisch-katholisch)
- United Methodist Church (methodistisch)
- First Baptist Church (baptistisch)
- First Presbyterian Church (presbyterianisch)
- Northgate Open Bible Church (Pfingstbewegung)

## Demografische Daten
- 609 Haushalte (2000)
- 383 Familien (2000)
- Bevölkerungsdichte: 469,6 Einw./km²